# Joseph William Julian
Joseph William Julian, également connu en tant que Bill Julian, né le 10 avril 1889 à Boston et mort le 10 novembre 1957 dans le quartier de Edmonton à Londres, est un ancien joueur de football amateur et entraîneur anglais ayant exercé toute sa carrière aux Pays-Bas.
Il est le fils de John William Julian, aussi connu sous le diminutif de Bill Julian.

## Biographie

### Joueur
Dans sa carrière de joueur, Julian est un milieu droit qui commence sa carrière avec Boston Town, avant de signer pour Tottenham. Sa carrière s'arrête abruptement en raison d'une blessure.

### Entraîneur
À la suite de cette blessure il vient aux Pays-Bas et rejoint son père, John William Julian, qui est déjà entraîneur du HFC Haarlem. De nombreux entraîneurs anglais viennent alors tenter leur chance aux Pays-Bas où le football est en pleine expansion.
La première équipe qu'il entraîne est celle du club de HBS à La Haye. Il entraîne ensuite UVV une saison avant de revenir à HBS. Il retourne en Angleterre avec le début de la Première Guerre mondiale,.
De retour aux Pays-Bas après la guerre, il entraîne à nouveau HBS.
Parce que HBS entretient de bonnes relations avec Feyenoord, il commence à superviser les entraînements de ce dernier chaque samedi lors de l’été 1920. Il est nommé entraîneur à plein temps à partir du 1 mai 1921. Il rejoint ensuite le club pour la saison 1921-1922, où il est aussi chargé de s'occuper des entraînements de l'équipe d'athlétisme du club. Il touche un salaire oscillant entre 25 et 35 florins par semaine, et c'est pour des raisons financières qu'il quitte Feyenoord à la fin de la saison. Feyenoord n'ayant pas assez de moyen pour continuer à se payer ses services. Avec Feyenoord, il participe à la montée en 1e Klasse depuis l’Overgangklasse, où le club était depuis 1919, et à remporter une Zilveren Bal.
Il part ensuite entraîner RCH avec qui il est sacré champion des Pays-Bas en 1923.
En 1929, il déménage dans le Limbourg où il entraîne plusieurs clubs jusqu'à son départ des Pays-Bas.

## Vie privée
Il est le fils de John William Julian, qui est le premier capitaine d'Arsenal Woolwich et qui est également entraîneur aux Pays-Bas dans les années 1900 et 1910,.
Joseph William Julian est marié et a 3 enfants. Il a une passion pour le dessin et la peinture,. Cette passion s'exprime notamment dans le journal de Feyenoord, où il illustre la première tournée à l'étranger du club, qui prend place à Bruxelles lors de la semaine de Pâques en 1922.